# Richard Wright (calciatore)
Richard Ian Wright (Ipswich, 5 novembre 1977) è un allenatore di calcio ed ex calciatore inglese, di ruolo portiere, preparatore dei portieri del Manchester City.

## Caratteristiche tecniche
Considerato una giovane promessa tra i pali da ragazzo, la sua carriera è stata spesso costellata da numerosi infortuni che ne hanno impedito l'ascesa.

## Carriera

### Club
Muove i suoi primi passi nel settore giovanile dell'Ipswich Town. Il 5 luglio 2001 viene acquistato dall'Arsenal per sei milioni di sterline. Partito inizialmente come riserva di David Seaman, con il passare delle giornate - complice l'infortunio di quest'ultimo - ottiene il posto da titolare. Alcuni errori e un infortunio patito in Champions League però, lo relegano a terza scelta. A fine stagione la squadra ottiene il double conquistando la Coppa d'Inghilterra e la Premier League.
Il 24 luglio 2002 passa per tre milioni e mezzo di sterline all'Everton. L'accordo prevede inoltre un bonus di un milione di sterline legato all'impiego del giocatore. Il 13 settembre 2003 è costretto a uscire anzitempo dal terreno di gioco per un infortunio al ginocchio che lo costringe a saltare tutta la stagione. Nelle stagioni successive - anche a causa di vari infortuni - non riesce a imporsi tra i pali come titolare.
Il 4 luglio 2007 passa a parametro zero al West Ham. Impiegato solo nelle partite di coppa (gli viene preferito Robert Green tra i pali), il 20 marzo 2008 passa in prestito per un mese al Southampton per sopperire alle assenze per infortunio dei tre portieri della rosa dei Saints. Il 18 aprile le due società si accordano per l'estensione del prestito fino al termine della stagione.
Il 22 luglio 2008 torna ad indossare la maglia dell'Ipswich Town, sottoscrivendo un contratto biennale con opzione per il terzo anno. Il 23 settembre gioca la sua 300ª gara con il club. Il 1º dicembre 2009 riporta la rottura parziale del legamento crociato del ginocchio in seguito ad uno scontro di gioco con Michael Chopra.
Il 22 settembre 2010 viene tesserato dallo Sheffield United, firmando un contratto di quattro mesi. Nel corso della stagione viene più volte bloccato dagli infortuni e il 7 aprile 2011 rescinde consensualmente il proprio contratto.
Il 23 novembre 2011 viene ingaggiato per la terza volta dall'Ipswich Town.
Il 30 agosto 2012 - dopo aver svolto un periodo di prova con il Colchester United - firma un contratto annuale con il Manchester City, per coprire il ruolo di terzo portiere alle spalle di Joe Hart e Costel Pantilimon. In precedenza era stato tesserato a parametro zero dal Preston, rescindendo immediatamente il proprio contratto per motivi familiari. Il 10 luglio 2013 rinnova il proprio contratto per la stagione successiva. Il 2 marzo 2014 vince il suo primo trofeo con i Citizens, sollevando la Capital One Cup. A questo successo segue quello del campionato inglese. Il 23 maggio 2014 si accorda con la società per il rinnovo contrattuale. Il 1º luglio 2015 rinnova il proprio contratto fino al 30 giugno 2016. Il 17 maggio 2016 annuncia la propria decisione di ritirarsi.

### Nazionale
Convocato per gli Europei 2000 nel ruolo di terzo portiere alle spalle di David Seaman e Nigel Martyn, esordisce in nazionale il 3 giugno 2000 in un'amichevole disputata tra Malta e Inghilterra (terminata 2-1 per gli inglesi), provocando i due rigori a favore degli avversari e riuscendo a respingere la seconda conclusione dal dischetto di David Carabott. In precedenza aveva disputato vari incontri con l'Under-21.

## Statistiche

### Presenze e reti nei club
Statistiche aggiornate al 30 giugno 2015.
| Stagione               | Squadra                | Campionato             | Campionato | Campionato | Coppe nazionali | Coppe nazionali | Coppe nazionali | Coppe continentali | Coppe continentali | Coppe continentali | Altre coppe | Altre coppe | Altre coppe | Totale | Totale |
| Stagione               | Squadra                | Comp                   | Pres       | Reti       | Comp            | Pres            | Reti            | Comp               | Pres               | Reti               | Comp        | Pres        | Reti        | Pres   | Reti   |
| ---------------------- | ---------------------- | ---------------------- | ---------- | ---------- | --------------- | --------------- | --------------- | ------------------ | ------------------ | ------------------ | ----------- | ----------- | ----------- | ------ | ------ |
| 1994-1995              | Ipswich Town           | PL                     | 3          | -5         | FACup+CdL       | 0+1             | -1              | -                  | -                  | -                  | -           | -           | -           | 4      | -6     |
| 1995-1996              | Ipswich Town           | FD                     | 23         | -35        | FACup+CdL       | 3+1             | -3 + -2         | -                  | -                  | -                  | -           | -           | -           | 27     | -40    |
| 1996-1997              | Ipswich Town           | FD                     | 40+2       | -45 + -3   | FACup+CdL       | 1+5             | -3 + -3         | -                  | -                  | -                  | -           | -           | -           | 48     | -54    |
| 1997-1998              | Ipswich Town           | FD                     | 46+2       | -43 + -2   | FACup+CdL       | 4+6             | -3 + -5         | -                  | -                  | -                  | -           | -           | -           | 58     | -53    |
| 1998-1999              | Ipswich Town           | FD                     | 46+2       | -32 + -4   | FACup+CdL       | 2+4             | -1 + -7         | -                  | -                  | -                  | -           | -           | -           | 54     | -44    |
| 1999-2000              | Ipswich Town           | FD                     | 46+3       | -42 + -7   | FACup+CdL       | 1+4             | -1 + -3         | -                  | -                  | -                  | -           | -           | -           | 54     | -53    |
| 2000-2001              | Ipswich Town           | PL                     | 36         | -40        | FACup+CdL       | 2+6             | -1 + -8         | -                  | -                  | -                  | -           | -           | -           | 44     | -49    |
| 2001-2002              | Arsenal                | PL                     | 12         | -16        | FACup+CdL       | 5+1             | -3 + -0         | UCL                | 4                  | -7                 | -           | -           | -           | 22     | -26    |
| 2002-2003              | Everton                | PL                     | 33         | -39        | FACup+CdL       | 1+3             | -2 + -7         | -                  | -                  | -                  | -           | -           | -           | 37     | -48    |
| 2003-2004              | Everton                | PL                     | 4          | -5         | FACup+CdL       | 0               | 0               | -                  | -                  | -                  | -           | -           | -           | 4      | -5     |
| 2004-2005              | Everton                | PL                     | 7          | -20        | FACup+CdL       | 2+3             | -1 + -5         | -                  | -                  | -                  | -           | -           | -           | 12     | -26    |
| 2005-2006              | Everton                | PL                     | 15         | -19        | FACup+CdL       | 1+0             | -1              | UCL+CU             | 0                  | 0                  | -           | -           | -           | 16     | -20    |
| 2006-2007              | Everton                | PL                     | 1          | -3         | FACup+CdL       | 0+1             | -1              | -                  | -                  | -                  | -           | -           | -           | 2      | -3     |
| Totale Everton         | Totale Everton         | Totale Everton         | 60         | -86        |                 | 11              | -17             |                    | 0                  | 0                  |             | -           | -           | 71     | -103   |
| 2007-mar. 2008         | West Ham               | PL                     | 0          | 0          | FACup+CdL       | 0+3             | -2              | -                  | -                  | -                  | -           | -           | -           | 3      | -2     |
| mar.-giu. 2008         | Southampton            | FLC                    | 7          | -6         | FACup+CdL       | -               | -               | -                  | -                  | -                  | -           | -           | -           | 7      | -6     |
| 2008-2009              | Ipswich Town           | FLC                    | 46         | -53        | FACup+CdL       | 2+2             | -3 + -5         | -                  | -                  | -                  | -           | -           | -           | 50     | -61    |
| 2009-2010              | Ipswich Town           | FLC                    | 12         | -24        | FACup+CdL       | 0+1             | -2              | -                  | -                  | -                  | -           | -           | -           | 13     | -26    |
| 2010-2011              | Sheffield United       | FLC                    | 2          | -3         | FACup+CdL       | 0               | 0               | -                  | -                  | -                  | -           | -           | -           | 2      | -3     |
| nov. 2011-2012         | Ipswich Town           | FLC                    | 1          | -3         | FACup+CdL       | 0               | 0               | -                  | -                  | -                  | -           | -           | -           | 1      | -3     |
| Totale Ipswich Town    | Totale Ipswich Town    | Totale Ipswich Town    | 299+9      | -322 + -16 |                 | 45              | -51             |                    | -                  | -                  |             | -           | -           | 352    | -389   |
| 2012-2013              | Manchester City        | PL                     | 0          | 0          | FACup+CdL       | 0               | 0               | UCL                | 0                  | 0                  | CS          | -           | -           | 0      | 0      |
| 2013-2014              | Manchester City        | PL                     | 0          | 0          | FACup+CdL       | 0               | 0               | UCL                | 0                  | 0                  | -           | -           | -           | 0      | 0      |
| 2014-2015              | Manchester City        | PL                     | 0          | 0          | FACup+CdL       | 0               | 0               | UCL                | 0                  | 0                  | CS          | 0           | 0           | 0      | 0      |
| 2015-2016              | Manchester City        | PL                     | 0          | 0          | FACup+CdL       | 0               | 0               | UCL                | 0                  | 0                  | -           | -           | -           | 0      | 0      |
| Totale Manchester City | Totale Manchester City | Totale Manchester City | 0          | 0          |                 | 0               | 0               |                    | 0                  | 0                  |             | 0           | 0           | 0      | 0      |
| Totale carriera        | Totale carriera        | Totale carriera        | 380+9      | -433 + -16 |                 | 65              | -73             |                    | 4                  | -7                 |             | 0           | 0           | 457    | -529   |

### Cronologia presenze e reti in nazionale
| Cronologia completa delle presenze e delle reti in nazionale ― Inghilterra | Cronologia completa delle presenze e delle reti in nazionale ― Inghilterra | Cronologia completa delle presenze e delle reti in nazionale ― Inghilterra | Cronologia completa delle presenze e delle reti in nazionale ― Inghilterra | Cronologia completa delle presenze e delle reti in nazionale ― Inghilterra | Cronologia completa delle presenze e delle reti in nazionale ― Inghilterra | Cronologia completa delle presenze e delle reti in nazionale ― Inghilterra | Cronologia completa delle presenze e delle reti in nazionale ― Inghilterra |
| Data                                                                       | Città                                                                      | In casa                                                                    | Risultato                                                                  | Ospiti                                                                     | Competizione                                                               | Reti                                                                       | Note                                                                       |
| -------------------------------------------------------------------------- | -------------------------------------------------------------------------- | -------------------------------------------------------------------------- | -------------------------------------------------------------------------- | -------------------------------------------------------------------------- | -------------------------------------------------------------------------- | -------------------------------------------------------------------------- | -------------------------------------------------------------------------- |
| 3-6-2000                                                                   | Ta' Qali                                                                   | Malta                                                                      | 1 – 2                                                                      | Inghilterra                                                                | Amichevole                                                                 | -1                                                                         |                                                                            |
| 15-8-2001                                                                  | Londra                                                                     | Inghilterra                                                                | 0 – 2                                                                      | Paesi Bassi                                                                | Amichevole                                                                 | -                                                                          | 49’                                                                        |
| Totale                                                                     |                                                                            | Presenze                                                                   | 2                                                                          |                                                                            | Reti                                                                       | -1                                                                         |                                                                            |

## Palmarès
- Campionato inglese: 2

Arsenal: 2001-2002
Manchester City: 2013-2014
- Coppa d'Inghilterra: 1

Arsenal: 2001-2002
- Coppa di Lega inglese: 2

Manchester City: 2013-2014, 2015-2016